# Edmond Bernhardt
Edmond David Bernhardt (Vienna, 20 aprile 1885 – Londra, 23 maggio 1976) è stato un nuotatore, pentatleta e tiratore a segno austriaco.

## Biografia
Prese parte alle gare di nuoto dei Giochi olimpici intermedi, gareggiando nella staffetta 4x250m stile libero, con la squadra austriaca, composta anche da Otto Scheff, Leopold Mayer e Simon Orlik, arrivando ultimi. Partecipò anche alla gara del 1 miglio stile libero, partecipando alla finale, senza vincere alcuna medaglia.
Nel 1912, partecipò alle Olimpiadi estive di Stoccolma, gareggiando nel tiro a segno in due specialità, nella pistola libera 50 metri e nella pistola rapida 25m, piazzandosi in entrambe le gare nelle ultime posizioni, rispettivamente con 245 e 194 punti.
Prese parte anche alla gara del Pentathlon moderno, piazzandosi ottavo, con un secondo posto nella gara di nuoto (in 5'03"6) e nella scherma.